# Список італійських художників
Алфавітний список італійських художників.

## А
- Джузеппе Амісані (1881—1941)
- Алессандро Аллорі (1535—1607)
- Еудженіо Аньєні (1816—1879)

## Б
- Маріо Барді (1922—1988)
- Карло Бацці (1875—1947)
- Лука Бестетті (1964)
- Джузеппе Беццуолі[en] (1784—1855)
- Ернеста Бізі
- Ежен де Блаас (1843—1932)
- Джузеппе Боскетто[en] (1841—1918)

## Г
- Сальваторе Гарау (1953)
- Адріано Гайоні (1913-1965)

## Д
- Лоренцо Деліні[en] (1840 – 1908)

## І
- Джироламо Індуно[ru] (1825-1890)
- Доменіко Індуно[en] (1815-1878)

## К
- Енріко Колеман[en] (1846-1911)
- Нікола Де Корсі (1882-1956)

## М
- Едоардо де Мартіно[en] (1838-1912)[1]

## П
- Вінченцо Петрочеллі (1825-1896)
- Джамбаттіста Піттоні (1687—1767)

## Р
- Антоніо Ротта (1828-1903)

## С
- Антоніо Сікурецца[en] (1905-1979)

## Ф
- Франческо Філіпіні (1853–1895)
- Фернандо Карпучіно (1922-2003)

## Ч
- Антоніо Чізері (1821-1891)